# Štítnik (district de Rožňava)
Štítnik est un village de Slovaquie situé dans la région de Košice.

## Histoire
Première mention écrite du village en 1243. Appelé Csetnek en hongrois, il a été célèbre pour sa dentelle au crochet.

## Démographie

### Évolution de la population
| Année:               | 1994. | 2004.   | 2014.   | 2024.   |
| -------------------- | ----- | ------- | ------- | ------- |
| Nombre de personnes: | 1485  | 1501    | 1496    | 1463    |
| Différence:          |       | +1,07 % | -0,33 % | -2,20 % |

| Année:               | 2023. | 2024.   |
| -------------------- | ----- | ------- |
| Nombre de personnes: | 1460  | 1463    |
| Différence:          |       | +0,20 % |